# 월터 머독
월터 머독(Roger Allin, 1880년 9월 13일 ~ 1951년 1월 25일)는 미국의 정치인이며, 제14대 노스다코타주 부지사, 제15대 노스다코타주 주지사를 역임했다.

## 학력
- 노스웨스턴 비즈니스 칼리지

## 경력
- 1915 ~ 1923 제14·15·16·17대 미국 노스다코타 하원의원
- 1925.01 ~ 1928.08 제14대 노스다코타 부지사
- 1928.08 ~ 1929.01 제15대 노스다코타 주지사
- 1933 지역 농업 조정국 고위 행정 책임자
- 1937 ~ 1950 노스다코타 농업 보안국 사무소 책임자

## 역대 선거 결과
| 선거명      | 직책명                       | 대수 | 정당   | 득표율 | 득표수    | 결과 | 당락                       |
| ----------- | ---------------------------- | ---- | ------ | ------ | --------- | ---- | -------------------------- |
| 1914년 선거 | 하원의원 (노스다코타 선거구) | 14대 | 공화당 | 0%     | 표        | 1위  | 노스다코타주 하원의원 당선 |
| 1916년 선거 | 하원의원 (노스다코타 선거구) | 15대 | 공화당 | 0%     | 표        | 1위  | 노스다코타주 하원의원 당선 |
| 1918년 선거 | 하원의원 (노스다코타 선거구) | 16대 | 공화당 | 0%     | 표        | 1위  | 노스다코타주 하원의원 당선 |
| 1920년 선거 | 하원의원 (노스다코타 선거구) | 17대 | 공화당 | 0%     | 표        | 1위  | 노스다코타주 하원의원 당선 |
| 1924년 선거 | 노스다코타 부지사            | 14대 | 공화당 | 55.40% | 95,423표  | 1위  | 노스다코타 부지사 당선     |
| 1926년 선거 | 노스다코타 부지사            | 14대 | 공화당 | 86.31% | 127,506표 | 1위  | 노스다코타 부지사 당선     |
| 1928년 선거 | 노스다코타 주지사            | 16대 | 민주당 | 43.15% | 100,205표 | 2위  | 낙선                       |